# August von Doerr
August Joseph (seit 1896 von) Doerr (* 29. Juli 1846 in Frankfurt am Main; † 21. August 1921 in Smilkau) war ein Genealoge, Heraldiker, Großgrundbesitzer und Landwirt.

## Biografie
Doerr war der Sohn des Karl Georg Doerr (1814–1888) und der Louise Likawetz. Er verließ als Zwanzigjähriger mit seinen Eltern seine Frankfurter Heimat und wurde Schweizer Staatsbürger. Bereits 1870 wandte er sich nach Böhmen, wo sein Vater das Allodialgut Smilkau – etwa 60 km von Prag gelegen – erwarb.
Außer der Bewirtschaftung seines Gutes, auf dem er seit 1870 Musterwirtschaften einrichtete, widmete er sich genealogischen und heraldischen Forschungen.
Am 24. November 1877 heiratete er in Wien Rosa Comploir, aus welcher Ehe ein Sohn und eine Tochter entsprossen.
Auf dem Gebiet der Genealogie befasste er sich mit österreichischen Adelsgeschlechtern, vor allem das Gebiet der böhmischen Kronländer betreffend, und legte eine umfassende Zettelsammlung mit genealogischen Daten an. Herausragend ist die Herausgabe des Werks Der Adel der böhmischen Kronländer, ein Verzeichnis derjenigen Wappenbriefe und Adelsdiplome welche in den Böhmischen Saalbüchern der Adelsarchives im k.k. Ministerium des Innern in Wien eingetragen sind, Prag 1900. Ebenfalls erschien von ihm Das Gesamtwerk Genealogisches Quellenmaterial zur Geschichte des Österreichischen Adels 1927–1934.
Mitglied war er in den wissenschaftlich heraldisch-genealogischen Vereinen „Adler“ zu Wien und „Herold“ zu Berlin. 1906 stellte er die Adels- und Wappenbriefe dar, die auf Grund des Palatinats der philosophischen Fakultät der Universität Wien erteilt, und 1911–1916 handelte er in mehreren Aufsätzen des Monatsblattes des „Adler“ Adels- und Wappenverleihungen ab, die von der Reichshofkanzlei besiegelt worden waren. 
1925 erwarb Fürst Jaroslav von Thun und Hohenstein (1864–1929) den Nachlass, der bis 1945 im Fürstlichen Archiv der Familie Thun und Hohenstein auf Schloss Tetschen verwahrt wurde und dann in das Staatliche Gebietsarchiv Litoměřice kam.

## Ehrungen
- Der aus Frankfurt am Main stammende Großgrundbesitzer Josef August Doerr erhielt von Kaiser Franz Joseph I. am 28. November 1896 „in Anerkennung seines vieljährigen gemeinnützigen Wirkens“[1] den Adelsstand. Der kaiserlich und königliche Adelsbrief mit der Unterschrift des Kaisers datierte vom 26. Januar 1897 zu Wien.[2]
- Vom König von Preußen wurde er mit dem Kronenorden 2. Klasse und dem Roten Adlerorden 2. Klasse geehrt.
- Im „Herold“ zu Berlin war er seit 1911 Ehrenmitglied.

## Publikationen

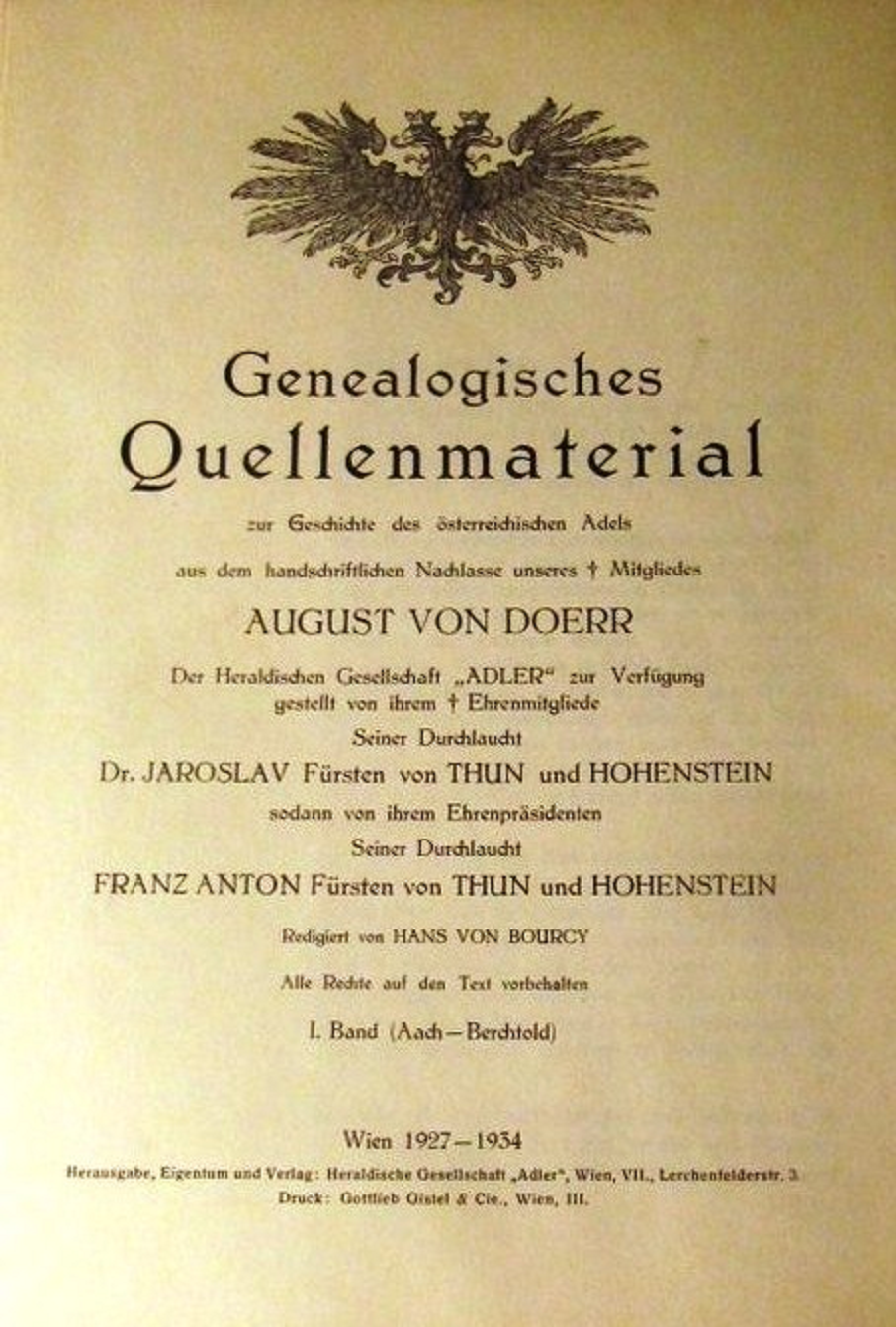
Titelblatt August von Doerr, Genealogisches Quellenmaterial zur Geschichte des österreichischen Adels

- August von Doerr: Der Adel der böhmischen Kronländer, ein Verzeichnis derjenigen Wappenbriefe und Adelsdiplome welche in den Böhmischen Saalbüchern der Adelsarchives im k.k. Ministerium des Innern in Wien eingetragen sind. Verlag Fr. Řivnáč, Prag 1900. (Digitalisat, Digitalisat)
- August von Doerr: Genealogisches Quellenmaterial zur Geschichte des Österreichischen Adels., Bd. 1, 1927–1934.
- August von Doerr: Auszug aus den Matrikeln der k. k. Hof- und Burgpfarre in Wien. In: Jahrbuch der k. k. heraldischen Gesellschaft „Adler“ N. F. 12 (1902), S. 1–74 (Google-Books; eingeschränkte Vorschau)